# Macintosh File System
Macintosh File System (MFS) — файловая система, разработанная Apple Computer Inc. на дискетах 400 КБ. Впервые введена в компьютерах Macintosh 128k в январе 1984 года.
Данная файловая система поддерживает до 4094 файлов, максимальный размер файла — 256 МБ, все поддерживаемые кодировки Apple. Диапазон дат — с 1 января 1904 года до 6 февраля 2135 года.
Поддерживаются операционные системы:
- Mac OS System 1 — 7,6 — чтение/запись,
- Mac OS 8 — чтение

Данная файловая система была вытеснена новой ФС HFS, выпущенной Apple в 1985 году.